# Chaetabraeus bonzicus
Chaetabraeus bonzicus är en skalbaggsart som först beskrevs av Sylvain Auguste de Marseul 1873.  Chaetabraeus bonzicus ingår i släktet Chaetabraeus och familjen stumpbaggar. Inga underarter finns listade i Catalogue of Life.